# Amniscites pictipes
Amniscites pictipes là một loài bọ cánh cứng trong họ Cerambycidae.